# Lac Ülemiste
Le lac Ülemiste (en estonien : Ülemiste järv) est un lac situé à Tallinn en Estonie.

## Présentation
L'aéroport international de Tallinn est situé sur sa rive orientale. Des appareils décollent et atterrissent régulièrement au-dessus du lac, et des équipements sont gardés prêts pour le cas où un avion s'écraserait dans le lac, afin d'être en mesure de l'en sortir rapidement, tel qu'exigé par l'Organisation de l'aviation civile internationale. C'est ce qui est arrivé le 18 mars 2010 : un avion DHL Antonov An-26 a effectué un atterrissage d'urgence sur le lac Ülemiste alors gelé ; 1,5 tonne de carburant et de kérosène a été  versée dans l'eau du lac. Aucun des 6 passagers de l'avion n'a été blessé, et depuis, un nettoyage a été effectué,,.
Le lac Ülemiste est principalement alimenté par la rivière Pirita (via le canal Vaskjala-Ülemiste) et par la Kurna.
Le lac est la principale source d'eau potable de la capitale.
La compagnie des eaux tallinoise, l'AS Tallinna Vesi, possède une centrale de traitement des eaux au bord du lac. 
Celle-ci alimente 90 % de la ville en eau potable, le reste provenant de l'eau puisée dans le sol.

## Mythologie
Ülemiste est un lieu fortement lié aux légendes locales. En son centre se trouve un rocher nommé Lindakivi. Ce rocher aurait échappé à Linda alors qu'elle tentait d'apporter à Toompea des rochers pour la tombe de Kalev. S'asseyant sur le rocher pour pleurer, elle a donné naissance au lac. Ce dernier est également supposé être habité par l'Ancien d'Ülemiste (Ülemiste vanake en estonien). Si quelqu'un le rencontrait par hasard, il demanderait inévitablement si Tallinn est prête. Si la personne répondait "oui", alors l'Ancien inonderait la ville. La bonne réponse à donner à l'Ancien est plutôt : "non, il reste encore beaucoup à faire".

## Galerie photos

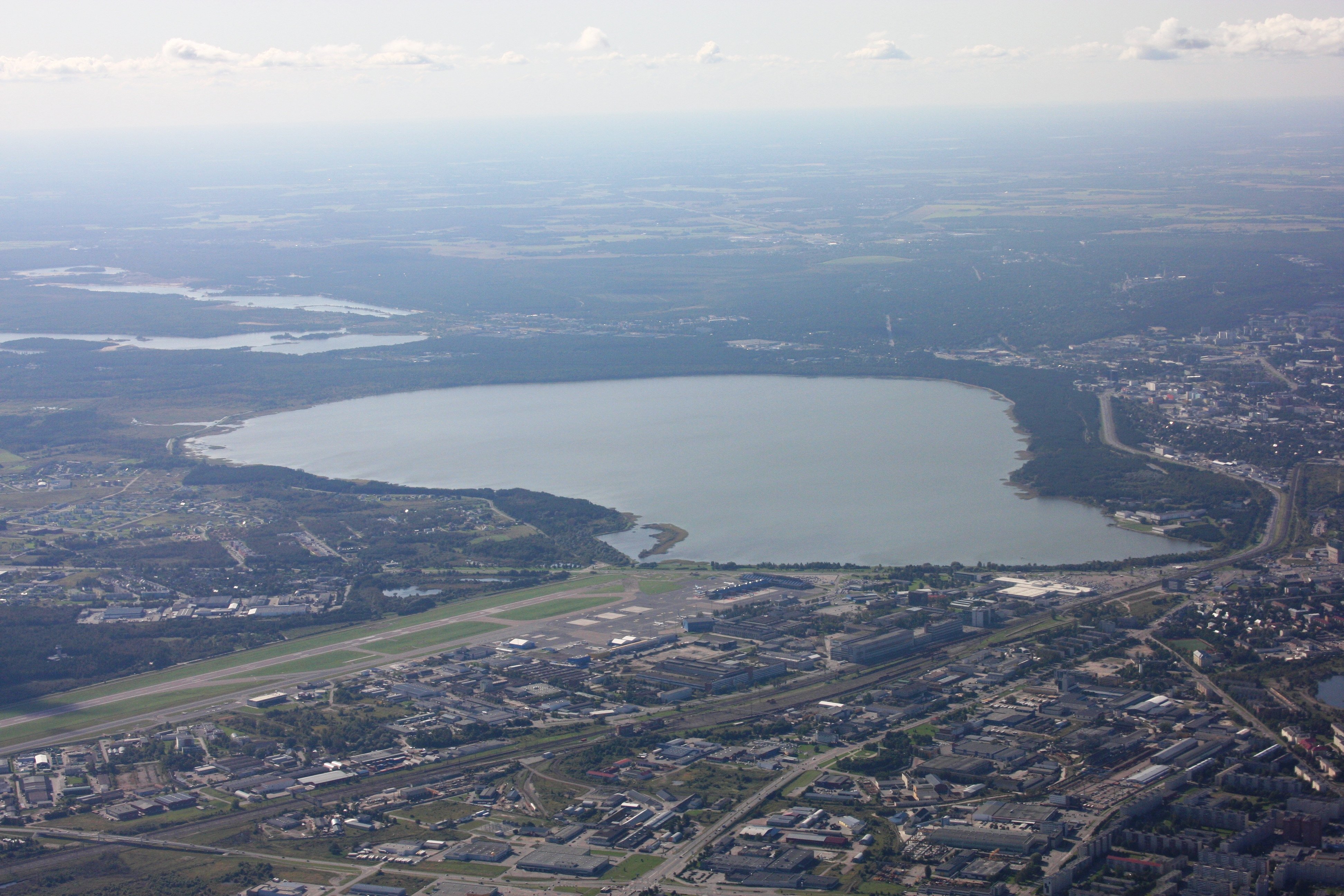
Vue aérienne du lac
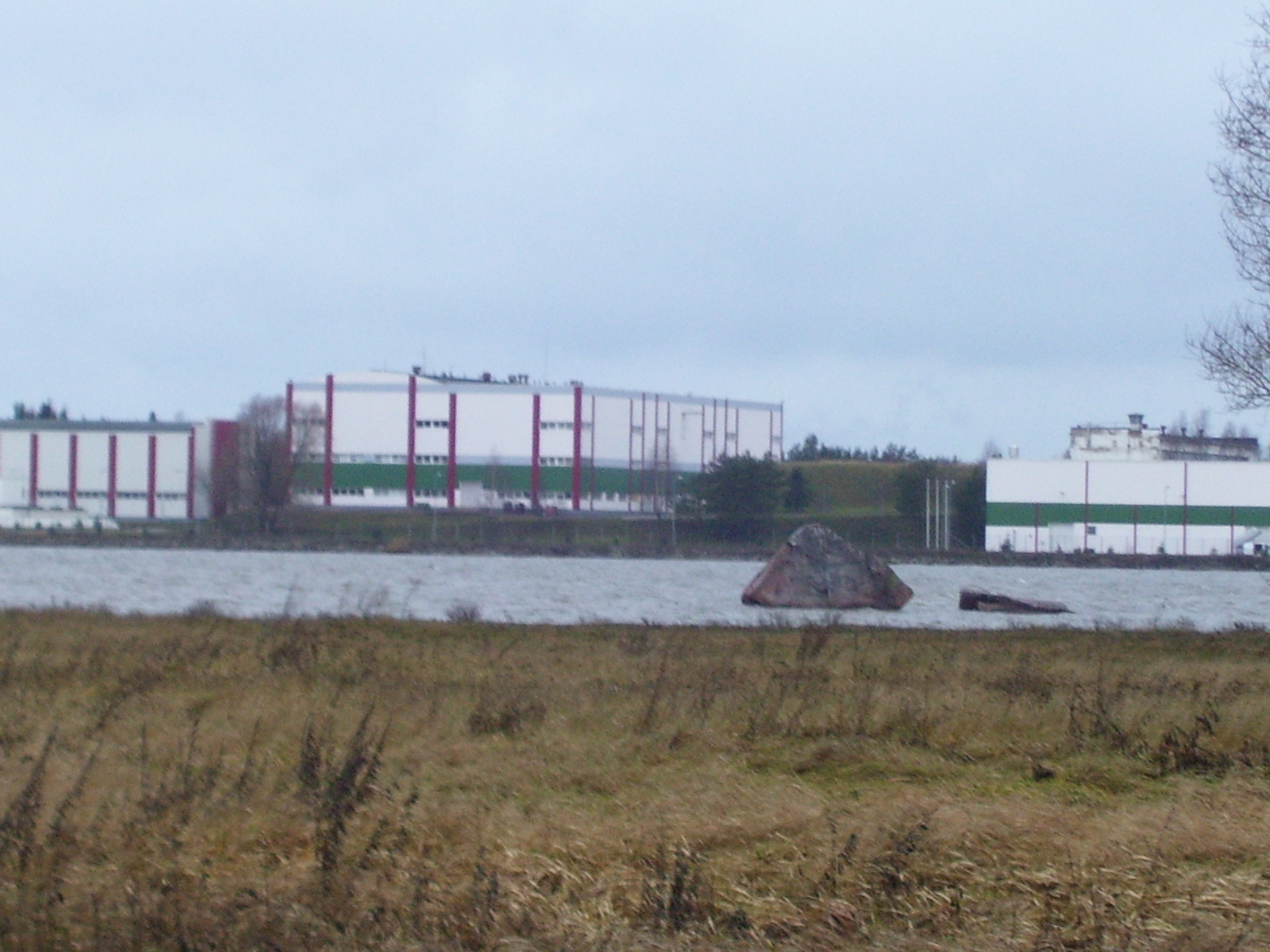
L'usine de traitement des eaux
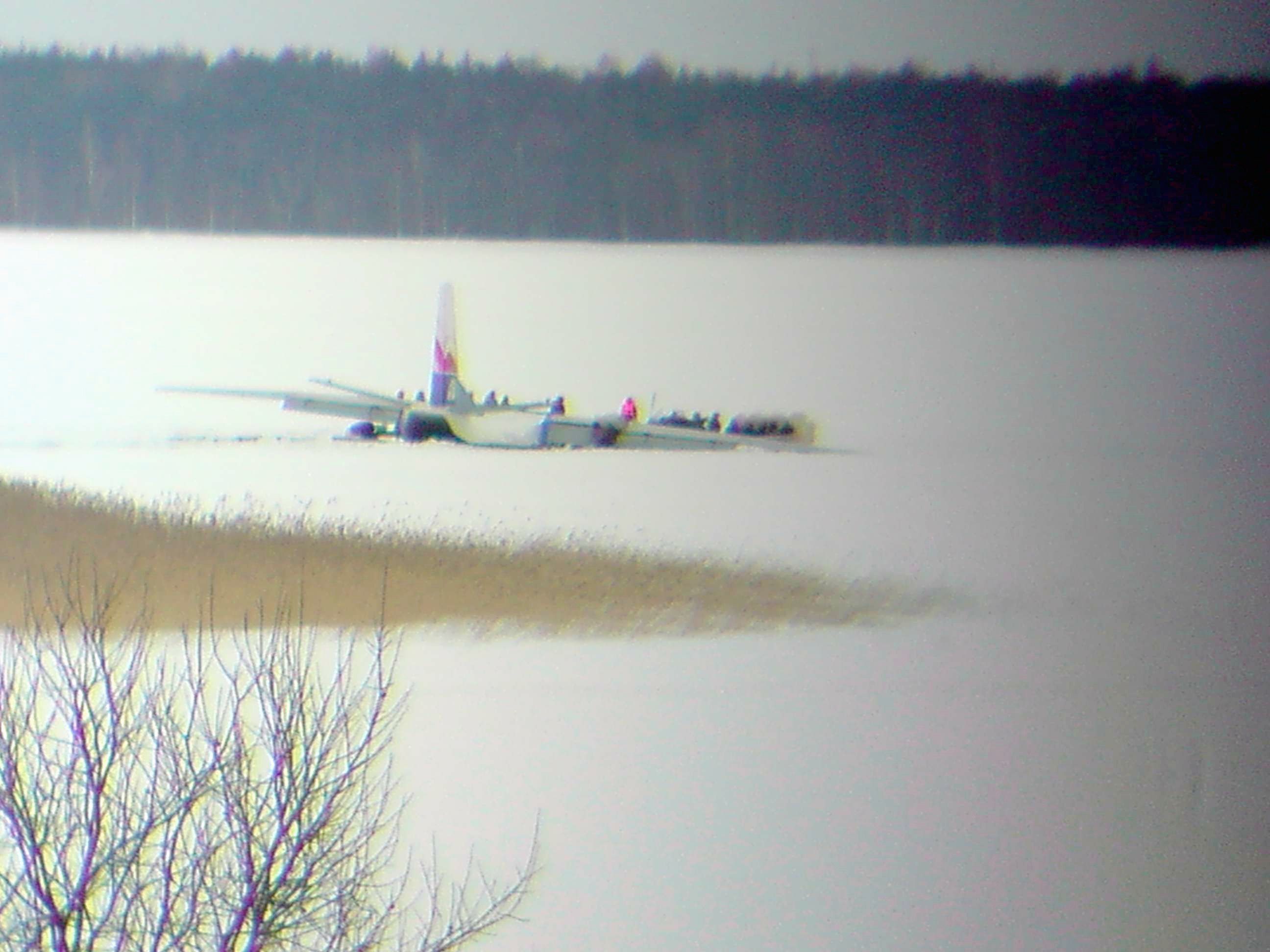
L'avion DHL Antonov An-26 accidenté, le 28 mars 2010
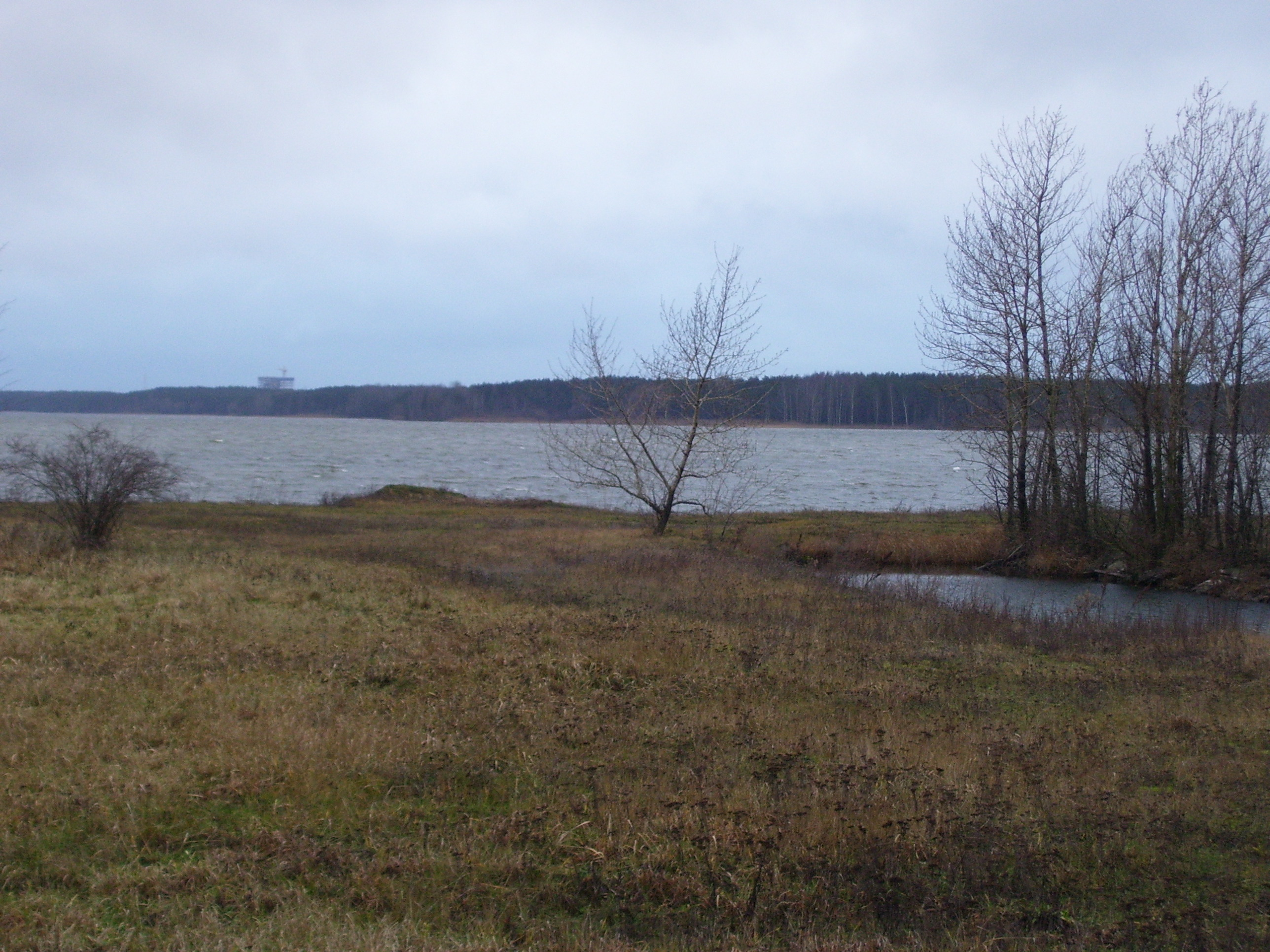
Autre vue du lac